# Liolaemus hajeki
Liolaemus hajeki este o specie de șopârle din genul Liolaemus, familia Tropiduridae, descrisă de Núñez, Pincheira-donoso și Garín în anul 2004. Conform Catalogue of Life specia Liolaemus hajeki nu are subspecii cunoscute.